# Fàbrica Borràs (Sant Joan de Vilatorrada)
La Fàbrica Borràs fou una fàbrica de riu tèxtil situada a Sant Joan de Vilatorrada, al peu del riu Cardener, construïda el 1853, i que va estar en funcionament, pel que fa a l'edifici principal, fins al 1972, tot i que algunes de les construccions adossades acullen encara altres tipus d'activitat industrial.

## Descripció
Conjunt arquitectònic format per la fàbrica Borràs i les seves antigues dependències. La fàbrica és un edifici de planta rectangular amb coberta de teula, a dues aigües, orientat perpendicularment al riu Cardener, amb una orientació est-oest, amb la façana principal a llevant. Consta de planta baixa, dos pisos i golfes. Les quatre façanes de l'edifici disposen d'un seguit de finestrals verticals rectangulars que li proporcionen la il·luminació interior. La construcció és feta amb mur de maçoneria, totalment arrebossada i la façana principal pintada de color blanc. El conjunt es completa amb un seguit de cossos i coberts adossats que envolten la fàbrica. Els coberts del cantó de migdia, llevant i nord creen un espai entre mig formant una mena de pati interior. Els més antics són els del cantó nord que tanquen la fàbrica seguint la línia del carrer del Pont amb un edifici de grans proporcions. A la façana nord hi ha un cos més alt que l'alçada de la fàbrica, a mode de torre quadrangular, fet de totxana, sense quasi obertures. Forma part del conjunt de la fàbrica l'estructura de la resclosa i el canal, que eren compartits amb les altres dues fàbriques veïnes de Gallifa i Burés.

## Història
Oleguer Borràs i Castelltort, fill d'una família de teixidors d'Igualada que el va enviar amb catorze anys d'aprenent de veler a Manresa, havia anat prosperant amb la comercialització dels teixits i amb l'ampliació progressiva de la producció pròpia de teixits en diversos petits tallers. Entre 1851 i 1852, Borràs, amb el seu amic Francesc Burés, fuster, i Francesc Gallifa, compren conjuntament uns terrenys al peu del Cardener per a construir-hi tres fàbriques, respectivament, i una resclosa comuna per fer-les funcionar alhora. La construcció de la fàbrica comença el 1853. L'any 1862, tenia 2.000 fusos, un capital de 154.000 rals i trenta-un obrers. L'energia era bàsicament hidràulica, però el 1866 es va complementar amb la instal·lació d'una màquina de vapor amb una potència de 25 CV. Oleguer Borràs va morir l'any 1880 i va nomenar hereu d'una tercera part el seu fill Isidre Borràs Pons. El 29 de juny de 1884, la fàbrica fou arrendada a Vda. e hijos de Joan Coma Babra, el gerent de la qual era Joan Coma Babra, fabricant, natural i veí d'Igualada, per deu anys i 22.500 pessetes l'any. Entre la maquinària arrendada hi havia onze selfactines de 520 fusos cadascuna. Isidre Borràs va morir l'any 1888. Posseïa una tercera part de la fàbrica com a hereu del seu pare i una altra tercera part com a soci d'Oleguer Borras e Hijos. L'altra tercera part era del seu germà Ignasi Borràs Pons. Va nomenar hereu el seu germà Ignasi, que es va convertir en l'únic propietari. El 16 d'octubre de 1919, Josep Borràs Ferrer fou el nou propietari de la fàbrica.
Els lligams entre les fàbriques Burés i Borràs van ser estrets no només als començaments, sinó que ambdues famílies industrials va emparentar-se. Esteve Burés i Arderiu es va casar amb Raimonda Borràs i Pons, germana d'Ignasi Borràs, el 1854. Uns anys més tard, tant els Borràs com els Burés van fundar sengles colònies de nova creació a Castellbell i el Vilar, la Colònia Borràs i el Burés. Els productes Borràs eren apreciats internacionalment i varen obtenir la medalla d'or a l'Exposició Universal de París.
L'aiguat del 1907 va afectar la Fàbrica Borràs tant com a les altres de la riba del Cardener. El 1909 mor Oleguer Borràs i la indústria passa a mans de la seva vídua i els seus fill. El 1922 comptava amb 142 treballadors: 36 homes i 106 dones. A poc a poc Borràs va anar desplaçant-se cap a Castellbell i la nova fàbrica de la família a Santa Maria d'Oló. La fàbrica de Sant Joan va ser llogada a altres industrials com les Indústries i Magatzems Jorba que la va explotar entre 1928 i 1931. Del 1931 al 1972 va ser explotada per l'empresa Montaner i Font fins que aquest mateix any va tancar portes. Actualment l'edifici es troba compartimentat i llogat a petits tallers metal·lúrgics.